# Vålåtjärnarna (Undersåkers socken, Jämtland, 699267-134713)
Vålåtjärnarna är en sjö i Åre kommun i Jämtland och ingår i Indalsälvens huvudavrinningsområde. Sjön har en area på 0,186 kvadratkilometer och ligger 947,5 meter över havet. Vålåtjärnarna ligger i Vålådalen Natura 2000-område. Sjön avvattnas av vattendraget Dunsjöån.

## Delavrinningsområde
Vålåtjärnarna ingår i det delavrinningsområde (699231-134722) som SMHI kallar för Utloppet av Vålåtjärnarna. Medelhöjden är 971 meter över havet och ytan är 1,38 kvadratkilometer. Räknas de 7 avrinningsområdena uppströms in blir den ackumulerade arean 44,92 kvadratkilometer. Dunsjöån som avvattnar avrinningsområdet har biflödesordning 3, vilket innebär att vattnet flödar genom totalt 3 vattendrag innan det når havet efter 350 kilometer. Avrinningsområdet består mestadels av kalfjäll (87 procent). Avrinningsområdet har 0,18 kvadratkilometer vattenytor vilket ger det en sjöprocent på 13,3 procent.